# George Frost (Maler)

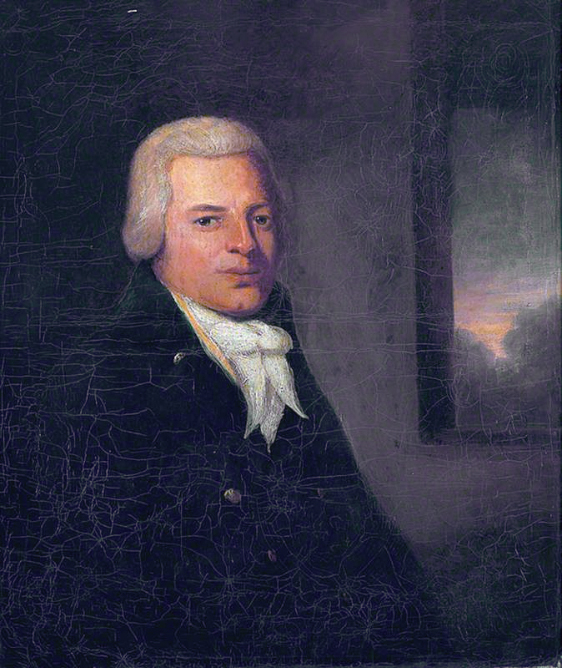
Selbstporträt um 1800

George Frost (* um 1745; † 28. Juni 1821 in Ipswich) war ein britischer Künstler.

## Leben
George Frost stammte aus Ousden oder Barrow, erhielt auf dem Bauhof seines Vaters eine Ausbildung zum Bauhandwerker und arbeitete später bis zum Alter von etwa 70 Jahren in Ipswich als Postfuhrbeamter. Er hatte sich um den Einkauf von Heu und Stroh, die Versorgung der Pferde, den Einsatz der Kutschen etc. zu kümmern. Seine Ehefrau Mary, geb. Owen, half bei dieser Tätigkeit mit.
Als Künstler war er Autodidakt. Er hatte schon als Jugendlicher Zeichen- und Malstudien nach der Natur betrieben; außerdem hatte er sich an Landschaftsvorlagen Thomas Gainsboroughs orientiert. Sein erstes belegtes Aquarell stammt aus dem Jahr 1780. Während er zunächst hauptsächlich die Gegend um Ipswich in Aquarellen festhielt, fertigte er später auch Bleistift- und Kohleskizzen in Orten wie Felixstowe, Lowestoft, Southwold und Dunwich an.
Frost pflegte eine Freundschaft mit John Constable, mit dem er um 1800 Skizzen in der Umgebung des Flusses Orwell anfertigte. Er war außerdem ein passionierter Kunstsammler und besaß insbesondere zahlreiche Werke Gainsboroughs. Frost starb nach mehrmonatiger schmerzhafter Krankheit in seinem Haus am Common Quay im 78. Lebensjahr. Er hinterließ seine Witwe, mit der er 45 Jahre verheiratet gewesen war.
Sein Grabstein auf dem Friedhof von St. Matthew’s in Ipswich trug die Aufschrift:
Der Nachruf auf Frost, der im The Gentleman’s Magazine ohne Angabe des Verfassers veröffentlicht wurde, wurde laut John Hayes von seinem engen Freund Rev. James Ford geschrieben. Nach dem Tod seiner Witwe am 25. April 1839 wurde seine Kunstsammlung noch im selben Jahr, am 7. Juni, von Robert Garrod versteigert.

## Werke

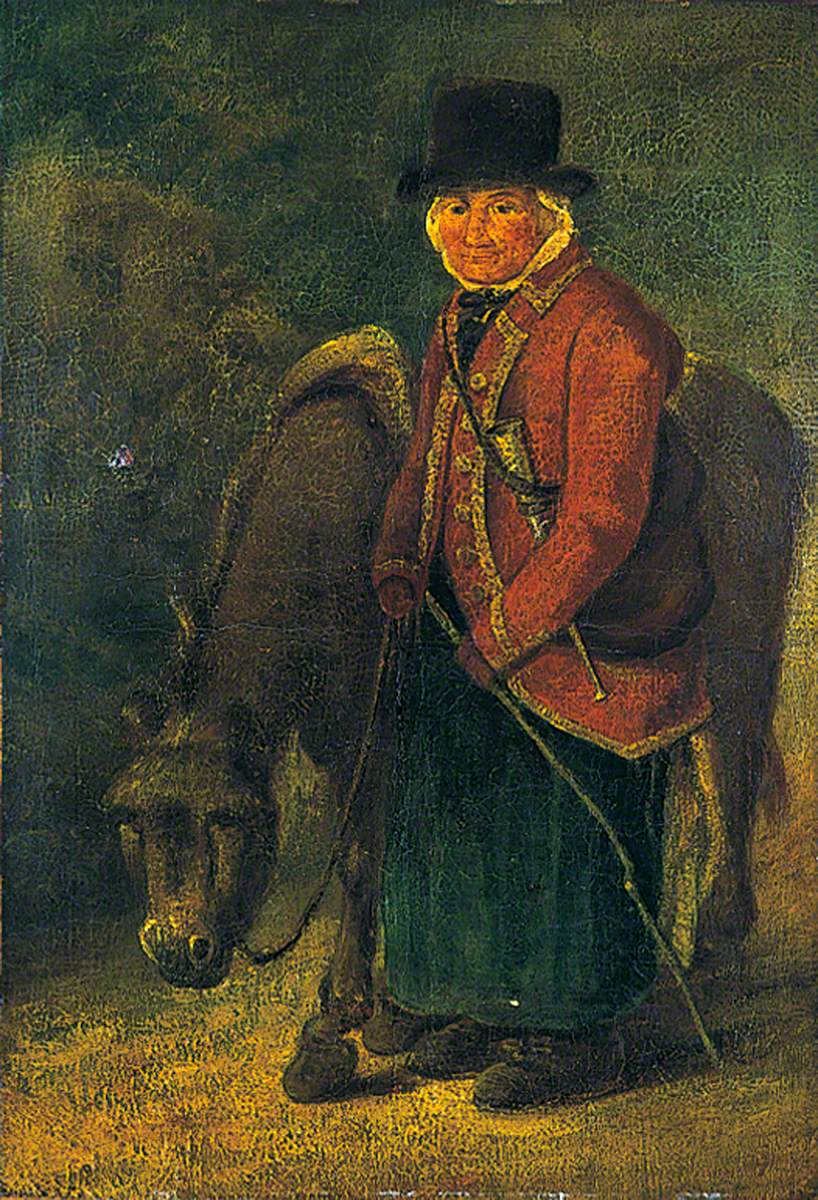
Postangestellte

Frost arbeitete offenbar vor allem in und um Ipswich. Er schuf unter anderem Architektur- und Landschaftsbilder. Das Britische Museum gelangte in den Besitz zweier Bleistiftzeichnungen Frosts und in der Art Gallery von Glasgow fand ein Ölgemälde Aufnahme, das eine Baumlandschaft mit Liebespaar zeigt. Ein weiteres Ölbild ging in den Besitz des Brooklyner Museums über.
Sechs Werke stellte er 1816 bei der Norwich Society of Artists aus.